# Efecte Purkinje

Seqüència animada que simula les aparençes d'una flor vermella (d'un gerani zonal) i el fullatge de fons en condicions fotòpiques, mesòpiques, i escotòpiques.

L'efecte Purkinje (també conegut com canvi Purkinje) descriu la tendència per la qual la sensibilitat de lluminància màxima de l’ull es desplaça cap a l'extrem blau de l'espectre de color a baixos nivells d'il·luminació com a part de l’adaptació a la foscor. En conseqüència, els vermells apareixeran més foscos respecte a altres colors a mesura que disminueixin els nivells de llum. L'efecte rep el nom de l'anatomista txec Jan Evangelista Purkyně. Tot i que l'efecte es descriu sovint des de la perspectiva de l’ull humà, està ben establert en diversos animals amb el mateix nom per descriure el desplaçament general de la sensibilitat espectral a causa de l’agrupació de senyals de sortida de varetes i cons (dos tipus de cèl·lules de la retina ocular) com a part de la adaptació a la llum i la foscor.

Aquest efecte introdueix una diferència de contrast de color en diferents nivells d’il·luminació. Per exemple, sota la llum brillant del sol, les flors de gerani apareixen de color vermell brillant contra el verd apagat de les seves fulles o de les flors blaves adjacents, però a la mateixa escena vista al capvespre, el contrast s'inverteix, amb els pètals vermells de color vermell fosc o negre, i les fulles i els pètals blaus apareixen relativament brillants.
La sensibilitat per encendre en escotòpica la visió varia amb longitud d'ona, encara que la percepció és essencialment negre-i-blanc. El Purkinje el canvi és la relació entre el màxim d'absorbiment de rodopsina, assolint un màxim sobre 500 nm, i que del opsina en els cons de longitud d'ona llarga que dominen en visió fotòpica, aproximadament 555 nm (verd).
La sensibilitat a la llum en la visió escotòpica varia amb la longitud d'ona, tot i que la percepció és essencialment en blanc i negre. El desplaçament de Purkinje és la relació entre el màxim d’absorció de rodopsina, que arriba a un màxim d’uns 500 nm, i el de les opsines dels cons de longitud d’ona més llarga que dominen en la visió fotòpica, d’uns 555 nm (verd)
En astronomia visual, el canvi de Purkinje pot afectar les estimacions visuals d’estrelles variables quan s'utilitzen estrelles de comparació de diferents colors, especialment si una de les estrelles és vermella.

## Fisiologia
L'efecte Purkinje es produeix en la transició entre l’ús primari dels sistemes fotòpic (basat en cons) i escotòpic (basat en varetes), és a dir, en estat mesòpic: a mesura que la intensitat es redueix, les varetes prenen el relleu i abans que el color desaparegui completament, es desplaça cap a la sensibilitat superior de les varetes.
L'efecte es produeix perquè en condicions mesòpiques les sortides de cons de la retina, que generalment són responsables de la percepció del color a la llum del dia, es combinen amb sortides de varetes més sensibles en aquestes condicions i que tenen una sensibilitat màxima en la longitud d'ona blau-verd de 507 nm.

## Ús de llums vermelles
La insensibilitat de les varetes a la llum de longitud d’ona llarga ha conduït a l’ús de llums vermelles en determinades circumstàncies especials, per exemple, a les sales de control dels submarins, en laboratoris de recerca, avions o durant l’astronomia a ull descobert.
Les llums vermelles s'utilitzen en condicions on és desitjable activar tant el sistema fotòpic com l'escotòpic. Els submarins estan ben il·luminats per facilitar la visió dels membres de la tripulació que hi treballen, però la sala de control s'ha d’il·luminar de manera diferent per permetre als membres de la tripulació llegir els quadres d’instruments, tot i que quedin ajustats a la foscor. Mitjançant l'ús de llums vermelles o l'ús d'ulleres vermelles, els cons poden rebre la llum suficient per proporcionar visió fotòpica (és a dir, la visió d'alta agudesa necessària per llegir). Les varetes no estan saturades per la llum vermella brillant perquè no són sensibles a la llum de longitud d’ona llarga, de manera que els membres de la tripulació romanen adaptats a la foscor. De la mateixa manera, les cabines dels avions utilitzen llums vermelles perquè els pilots puguin llegir els seus instruments i mapes mentre mantenen la visió nocturna per veure fora de l'avió.
Els llums vermells també s'utilitzen sovint en entorns de recerca. Molts animals de recerca (com ara rates i ratolins) tenen una visió fotòpica limitada, ja que tenen molt menys fotoreceptors de con. Els subjectes animals no perceben llums vermelles i, per tant, experimenten la foscor (el període actiu dels animals nocturns), però els investigadors humans, que tenen un tipus de con (el "con L") que són sensibles a les llargues longituds d'ona, són capaços de llegir instruments o dur a terme procediments que no serien pràctics fins i tot amb una visió escotòpica totalment fosca adaptada (però amb poca agudesa). Per la mateixa raó, les mostres del zoo d’animals nocturns sovint s'il·luminen amb llum vermella.

## Història
L'efecte va ser descobert l'any 1819 per Jan Evangelista Purkyně. Purkyně era un polimata que sovint meditava a l'alba durant llargues passejades pels camps florits de Bohèmia. Purkyně es va adonar que les seves flors preferides apareixien de color vermell brillant en una tarda assolellada, mentre que a l'alba semblaven molt fosques. Va raonar que l'ull no té un, sinó dos sistemes adaptats per veure els colors, un per a la intensitat de la llum general brillant i l'altre al vespre i l'alba.

Així, Purkyně va escriure en la seva dissertació Neue Beiträge:
Objectivament, el grau d’il·luminació té una gran influència en la intensitat qualitativa del color. Per demostrar-ho d’una manera molt vívida, prengui uns colors abans de l’alba, quan el dia comença paulatinament a clarejar. Inicialment, només es veu en gris i negre. Particularment els colors més brillants, vermells i verds, semblen més foscos. No es pot distingir el groc d’un vermell rosat. El blau em va destacar primer. Els matisos de vermell, que altrament s'encenen i són molt més brillants a la llum del dia, és a dir, carmí, cinabri i taronja, es mostren com els més foscos durant força temps, en contrast amb la seva brillantor mitjana. El verd em sembla més blavós i el seu to groc es desenvolupa només amb la llum del dia.